# هيكو شافارتزيك
هيكو شافارتزيك (بالألمانية: Heiko Schaffartzik)‏ مواليد 3 يناير 1984، هو لاعب كرة سلة ألماني يلعب مع فريق بايرن ميونخ ويحمل الرقم 8.

## فرق لعب لها
- ألبا برلين
- إي دبليو إي باسكتس أولدنبورغ
- نيكار ريزن لودفيغسبورغ
- تورك تيليكوم
- ألبا برلين
- بايرن ميونخ لكرة السلة

## روابط خارجية
- هيكو شافارتزيك على موقع الاتحاد الدولي لكرة السلة (الإنجليزية)
- هيكو شافارتزيك على موقع الدوري الأوروبي لكرة السلة (الإنجليزية)
- هيكو شافارتزيك على موقع كرة السلة الأوروبية.كوم (الإنجليزية)
- هيكو شافارتزيك على موقع DraftExpress.com (الإنجليزية)
- هيكو شافارتزيك على موقع ريلجم (الإنجليزية)
- هيكو شافارتزيك على موقع بروبوليرز (الإنجليزية)
- هيكو شافارتزيك على موقع سبورتس رفرنس (الإنجليزية)